# Acranthera longipes
Acranthera longipes är en måreväxtart som beskrevs av Elmer Drew Merrill. Acranthera longipes ingår i släktet Acranthera och familjen måreväxter. Inga underarter finns listade i Catalogue of Life.